# Lista de rompimentos de barragens
A lista de rompimentos de barragens traz informações sobre rompimentos de barragens, no mundo. Esse tipo de desastre já deixou milhares de mortos, desaparecidos e feridos pelo mundo, em especial na Ásia.
| Imagem | Caso                                                           | País                                    | Data                    | Referência |
| ------ | -------------------------------------------------------------- | --------------------------------------- | ----------------------- | ---------- |
|        | Inundação de Johnstown                                         | Estados Unidos                          | 31 de maio de 1889      |            |
|        | Desastre da barragem de Austin                                 | Estados Unidos                          | 7 de abril de 1900      |            |
|        | Desastre da barragem de Glena                                  | Itália                                  | 1 de dezembro de 1923   |            |
|        | Desastre da barragem de St. Francis                            | Estados Unidos                          | 12 de março de 1928     |            |
|        | DniproGES demolition                                           | União Soviética                         | 18 de agosto de 1941    |            |
|        | rotura da barragem da Pampulha                                 | Brasil                                  | 20 de abril de 1954     |            |
|        | Q90004337                                                      | Alemanha                                | 20 de outubro de 1957   |            |
|        | Rompimento de barragem em Mailuu-Suu                           | República Socialista Soviética Quirguiz | 16 de abril de 1958     |            |
|        | Vega de Tera disaster                                          | Espanha                                 | 9 de janeiro de 1959    |            |
|        | Q45736450                                                      | França                                  | 2 de dezembro de 1959   |            |
|        | Vazamento na American Cyanamid em 1962                         | Estados Unidos                          | 1962                    |            |
|        | Q28667248                                                      | Rússia                                  | 10 de maio de 1962      |            |
|        | Vazamento de rejeitos de estanho em Huogudu, China             | China                                   | 26 de setembro de 1962  |            |
|        | Desastre de Torrejón                                           | Espanha                                 | 22 de outubro de 1965   |            |
|        | Desastre de Certej                                             | Roménia                                 | 30 de outubro de 1971   |            |
|        | Desastre de Buffalo Creek                                      | Estados Unidos                          | 26 de fevereiro de 1972 |            |
|        | Q106873668                                                     | Noruega                                 | 17 de maio de 1976      |            |
|        | Vazamento na mina de urânio de Church Rock                     | Estados Unidos                          | 16 de julho de 1979     |            |
|        | Catástrofe de Morvi                                            | Índia                                   | 11 de agosto de 1979    |            |
|        | Rompimento de barragem em Sipalay                              | Filipinas                               | 8 de outubro de 1982    |            |
|        | Desastre ambiental Ok Tedi                                     | Papua-Nova Guiné                        | 1984                    |            |
|        | Rompimento de barragem em Val di Stava                         | Itália                                  | 19 de julho de 1985     |            |
|        | Desastre da barragem de Merriespruit                           | África do Sul                           | 22 de fevereiro de 1994 |            |
|        | Acidente ambiental na Mina de Omai                             | Guiana                                  | 19 de agosto de 1995    |            |
|        | Desastre da Marcopper Mining                                   | Filipinas                               | 24 de março de 1996     |            |
|        | Desastre de Doñana                                             | Espanha                                 | 25 de abril de 1998     |            |
|        | Vazamento de cianeto de Baia Mare em 2000                      | Roménia                                 | 30 de janeiro de 2000   |            |
|        | Vazamento em mina de carvão em Martin County                   | Estados Unidos                          | 11 de outubro de 2000   |            |
|        | Rompimento da barragem da Rio Pomba Cataguases                 | Brasil                                  | 10 de janeiro de 2007   |            |
|        | Deslizamento de terra em Shanxi em 2008                        | China                                   | 8 de setembro de 2008   |            |
|        | Rompimento da planta do Tennessee Valley Authority em Kingston | Estados Unidos                          | 22 de dezembro de 2008  |            |
|        | Desastre ambiental de Ajka                                     | Hungria                                 | 4 de outubro de 2010    |            |
|        | Catástrofe da barragem de Padcal em 2012                       | Filipinas                               | 1 de agosto de 2012     |            |
|        | Vazamento em mina de carvão em Obed Mountain                   | Canadá                                  | 31 de outubro de 2013   |            |
|        | Likely dam breach                                              | Canadá                                  | 4 de agosto de 2014     |            |
|        | Rompimento de barragem em Itabirito                            | Brasil                                  | 10 de setembro de 2014  |            |
|        | Vazamento tóxico da Gold King Mine em 2015                     | Estados Unidos                          | 5 de agosto de 2015     |            |
|        | Rompimento de barragem em Mariana                              | Brasil                                  | 5 de novembro de 2015   |            |
|        | Contaminação da água em Barcarena                              | Brasil                                  | 16 de fevereiro de 2018 |            |
|        | Rompimento da barragem de Attapeu                              | Laos                                    | 23 de julho de 2018     |            |
|        | Rompimento de barragem em Brumadinho                           | Brasil                                  | 25 de janeiro de 2019   |            |
|        | Rompimento de barragem em Machadinho d'Oeste                   | Brasil                                  | 29 de março de 2019     |            |
|        | Crise da barragem em Pará de Minas                             | Brasil                                  | 8 de janeiro de 2022    |            |
|        | destruction of the Kozarovytska Dam                            | Ucrânia                                 | 26 de fevereiro de 2022 |            |
|        | Destruição da Barragem de Kakhovka                             | Ucrânia                                 | 6 de junho de 2023      |            |
|        | 2023 Derna floods                                              | Líbia                                   | 11 de setembro de 2023  |            |
|        | 2024 Orsk Dam collapse                                         | Rússia                                  | 5 de abril de 2024      |            |